# Kylie Showgirl
Kylie Showgirl, anche noto semplicemente come Showgirl, è il film concerto della cantante pop australiana Kylie Minogue. Registrato durante il Showgirl: The Greatest Hits Tour il 6 maggio 2005 all'Earls Court Exhibition Centre di Londra, è stato pubblicato da EMI il 25 novembre 2005 in Europa.

## Descrizione
Il concerto è stato distribuito in formato DVD e VHS contenente lo spettacolo integrale e alcuni contenuti bonus, tra cui il documentario Behind the Feathers, le proiezioni video per Everything Taboo Medley e per Red Blooded Woman.
Dal concerto è stato estratto anche un EP live digitale, dal titolo Showgirl - The Greatest Hits Tour (EP), contenente 8 tracce.

## Tracce
1. Overture
2. Better the Devil You Know
3. In Your Eyes
4. Giving You Up
5. On a Night like This
6. Shocked
7. What Do I Have to Do?
8. Spinning Around
9. In Denial
10. Je Ne Sais Pas Pourquoi
11. Confide in Me
12. Red Blooded Woman / Where The Wild Roses Grow
13. Slow
14. Please Stay
15. Over the Rainbow
16. Come into My World
17. Chocolate
18. I Believe in You
19. Dreams
20. Hand on Your Heart
21. The Loco-Motion
22. I Should Be So Lucky
23. Your Disco Needs You
24. Put Yourself in My Place
25. Can't Get You out of My Head
26. Especially for You
27. Love at First Sight

### Contenuti extra
1. Behind the Feathers
2. Screen Projections" ("Shocked/What Do I Have to Do?/Spinning Around" and "Red Blooded Woman/Where the Wild Roses Grow")
3. Sezione ROM

## Formati
- Showgirl DVD (PAL), venduto per £14.99[6]
- Showgirl UMD per Sony PSP, venduto per £14.99[6][7]